# 斉藤浩子
斉藤 浩子（さいとう ひろこ、1960年6月15日 - ）は、日本の元女優、元歌手である。東京都出身。堀越高等学校卒業。東映児童研修所、富士企画などに所属。

## 来歴
子役を始めたきっかけは、小さい頃に体が弱かったため両親が習い事をさせようと考えたことによる。幼稚園時に東映児童研修所に入所。15歳上の実姉は松竹歌劇団に所属していて、舞台を観に行ったりして芸能界に憧れていた。実兄も東映演技研修所に所属しており、潮哲也と同期で仲が良かったため、潮とは『SFドラマ 猿の軍団』で共演する以前から面識があった。
姉2人、兄2人が居り、その中の末っ子で大人に混ざって育ったため人見知りすることなく、東映研究所入所後まもなく人気子役になり、仮面ライダーシリーズや『超人バロム・1』『人造人間キカイダー』など、人気特撮ドラマをはじめ、ケンちゃんシリーズなどの子役として多くのテレビドラマに出演。しっかり者のお嬢さま、なぜか博士の娘役が多かった。忙しく中学生の時には『SFドラマ 猿の軍団』の撮影のために修学旅行へ参加できなかった。父、兄、年下の姉が共に警察官であった関係から、警視庁のPR映画にも出演していたことがある。『宇宙の勇者 スターウルフ』で共演した谷川みゆきや『ウルトラマン80』で共演した石田えりとは堀越高校の同級生であった。
1970年代後半からは女優として活動。20歳のとき、一度仕事を辞めた。斉藤が定岡正二と親しかった事から、その実弟・定岡徹久と知り合う。24歳のとき、徹久との結婚により芸能界を完全に引退、主婦に専念し現在に至る。
2010年9月、CSファミリー劇場『ウルトラ情報局』10月号のインタビューコーナーに出演している。
2011年6月、夫と自由が丘にメガネと革製品の店「アルカナグラスハウス」をオープンしたが、2013年末をもって閉店した。

## 出演作

### 映画
- 女渡世人（1971年 / 東映） - お夏
- 仮面ライダー対ショッカー（1972年 / 東映） - 大道寺珠美
- 飛び出す立体映画 イナズマン（1974年 / 東映） - ミチル
- 資金源強奪（1975年 / 東映）

### ドラマ
- マコ!愛してるゥ （1967年、TBS）※デビュー作[2]
- 特別機動捜査隊（NET）
  - 第338話「狂った季節」（1968年）- 子供
  - 第392話「残月のブルース」（1969年）- とも子
  - 第672話「俺の殺した女」（1974年）- 百合子
- 河童の三平 妖怪大作戦 第6話「蜘蛛女」（1968年、NET）- ただれ
- あひるヶ丘77（1968年、CX）
- 仮面ライダーシリーズ
  - 仮面ライダー（1971 - 1973年、MBS）
    - 第22話「怪魚人アマゾニア」- 青柳美雪
    - 第55話「ゴキブリ男!! 恐怖の細菌アドバルーン」- 正子

  - 仮面ライダーV3 第31話「呪いの大幹部 キバ男爵出現!!」（1973年、MBS）- 宮田トシ子
  - 仮面ライダーX 第4話「ゴッド恐怖の影!!」(1974年、MBS）- 小暮冴子
- 好き! すき!! 魔女先生 第20話「恐怖の暗闇魔人」（1971年、ABC）- 岡ルミ
- 超人バロム・1（1972年、YTV）
  - 第1話「悪魔の使い深海魚人オコゼルゲ」- 須崎久美江
  - 第3話「恐怖の細菌魔人イカゲルゲ」- 須崎久美江
  - 第8話「毒液魔人ナマコルゲ」- 須崎久美江
  - 第27話「魔人キバゲルゲが赤いバラに狂う!!」- 村山カオル
  - 第29話「魔人ウロコルゲがドルゲ菌をバラまく!!」- 村山カオル
- 変身忍者 嵐 第2話「怪猿忍者! マシラ現る!!」（1972年、MBS）- おせい
- 人造人間キカイダー（1972 - 1973年、NET）
  - 第4話「悪魔のブルーバッファローが罠をはる」- 十川ヒカル
  - 第29話「カイメングリーンは三度甦える」- カオル
  - 第34話「子連れ怪物ブラックハリモグラ」- 子ハリモグラの声
- キカイダー01 第14話「怪談 ギルの亡霊が地獄で呪う」（1973年、NET）- 淡路マユミ
- イナズマン 第3話「黒い死を呼ぶファントム地獄!」（1973年、NET）- 藤波ルミ
- 新書太閤記（1973年、NET）- 茶々
- 非情のライセンス第1シリーズ 第49話「兇悪のレンズ」（1974年、NET）- 少女
- プレイガール 第266話「ああ!　わたし貴方に負けそう」（1974年、12ch）- 利子
- SFドラマ 猿の軍団（1974 - 1975年、TBS）- ユリカ
- ポーラ名作劇場「櫂」（1975年、NET）
- 銭形平次（CX）
  - 第487話「鬼の棲む町」（1975年）- おのぶ
  - 第502話「償いの道」（1975年）- 久江
- ザ★ゴリラ7 第24話「オホーツクから来た男」（1975年、NET）- さよ
- 遠山の金さん（NET→ANB / 東映）
  - 第1シリーズ 第10話「仏の正体をあばけ!!」（1975年）- おゆき
  - 第2シリーズ 第24話「死を商う男」（1979年）- 七重
- 夜明けの刑事（TBS / 大映テレビ）
  - 第47話「襲われた女子高校生の恐怖!!」（1975年）- 渡辺芙美
  - 第88話「完全犯罪の罠!狙われた女子高校生」（1976年）- 斉藤悦子
- 刑事くん （第4部）第5話「危険なデート」(1976年)
- ケンちゃんシリーズ（TBS）
  - フルーツケンちゃん（1976年）- 小早川ユリ （愛称・ユリ）
  - パン屋のケンちゃん（1977年）- ユカ子
  - スポーツケンちゃん（1978年）- 小松原ユカ子（愛称・ユカコ）
- 快傑ズバット 第21話「さらば瞼の母」（1977年、12ch）- 鶴間冴子
- 5年3組魔法組 第33話「ハテナ？ルリ子が見た魔女は？！」1977年NET→テレビ朝日 - 花の声（クレジット無し）
- NHK少年ドラマシリーズ「その町を消せ!」（1978年、NHK）- 森田千鶴子
- 宇宙の勇者 スターウルフ（1978年、YTV）- ポーリヤ
- スパイダーマン 第30話「ガンバレ美人おまわりさん」（1978年、12ch）
- Gメン'75
  - 第10話「大空の身代金」（1975年、TBS） - 奥宮ようこ
  - 第239話「親を撃ち殺す子供たち」（1979年、TBS）
- 鉄道公安官 第15話「新幹線・謎の脅迫事件」（1979年、テレビ朝日）
- ナッキーはつむじ風 1979年10月24日水曜日放送　TBS　第46話「初恋よさようなら」　役名：園山真弓
- 江戸の牙 第21話「生か死!? 暁の脱出作戦」（1980年、ANB）
- ぼくら野球探偵団 第10話「赤マントに消された美少女チーム」（1980年、12ch、円谷プロ） 役名・めぐみ
- ウルトラマン80 第25話「美しきチャレンジャー」（1980年、TBS） - ジュン
- 吉宗評判記 暴れん坊将軍 第132話「駆けろ！天下の紀州号」（1980年10月11日）-たまえ
- 大江戸捜査網 第470話「恐怖の美女誘拐魔 赤い罠」（1980年11月29日、12ch / 三船プロ）- おしゅん
- 土曜ワイド劇場「変装探偵! 殺人鬼はバラが好き」（1981年9月5日、ANB）
- 木曜ゴールデンドラマ「夜の恐怖病棟」（1982年9月2日、YTV）
- 新五捕物帳 第172話「情けに浮かぶだまし舟」（1982年2月2日、NTV / ユニオン映画） - おきみ　（斎藤 ひろこ名義）
- 魔拳!カンフーチェン（1983年、YTV） - 秋芳　（第1話では斉藤浩子、第2話以降は斉藤ひろこ名義）

### オリジナルビデオ
- 電エースタロウ ホットリボンのひみつ（2014年）

### 音楽番組
- 歌はともだち（1970 - 1971年、NHK総合）

## レコード
| 題名         | B/W・C/W                     | 発売年      | レーベル         | 備考                                                                |
| おへそ       | おへそ（ロイヤル・ナイツ版） | 1970年 2月  | クラウンレコード | 「おへそ」はNHK『あなたのメロディー』より。作詞・作曲：佐々木美子。 |
| ゆめ         | おとなは悩んでる             | 1970年 11月 | クラウンレコード |                                                                     |
| にこにこさん | 怪獣パラドン                 | 1973年 2月  | クラウンレコード | 怪獣パラドンのB面                                                   |